# Karangpucung (Karangpucung)
Karangpucung is een bestuurslaag in het regentschap Cilacap van de provincie Midden-Java, Indonesië. Karangpucung telt 6493 inwoners (volkstelling 2010).